# Toshi Arai
Pour les articles homonymes, voir Arai (homonymie).
 (avril 2023).
Si vous disposez d'ouvrages ou d'articles de référence ou si vous connaissez des sites web de qualité traitant du thème abordé ici, merci de compléter l'article en donnant les références utiles à sa vérifiabilité et en les liant à la section « Notes et références ».
Toshihiro "Toshi" Arai (新井敏弘), né le 25 décembre 1966  à Isesaki (préfecture de Gunma) au Japon, est un pilote de rallyes japonais.

## Biographie
Toshi Arai débute en compétition automobile de rallyes au Japon en 1987.
Il a participé en tout à 99 rallyes en championnat du monde des rallyes, de 1997 à 2010. Parmi ceux-ci, il en a couru 23 dans la catégorie reine, la classe WRC, avec pour meilleurs résultats deux quatrièmes places (rallye de l'Acropole en 2000, rallye de Chypre en 2001). Dans la catégorie Production, il a rencontré plus de succès avec 14 victoires et deux titres.
En 2004, il fonde sa propre équipe, le Subaru Team Arai, avec laquelle il a emporté ses deux titres mondiaux en P-WRC, le premier dès 2005, sur Subaru Impreza WRX STI.
Depuis 2011, il s'est tourné vers le championnat mondial des voitures de Grand Tourisme (Touring Cars).

## Palmarès

### Titres mondiaux et classements

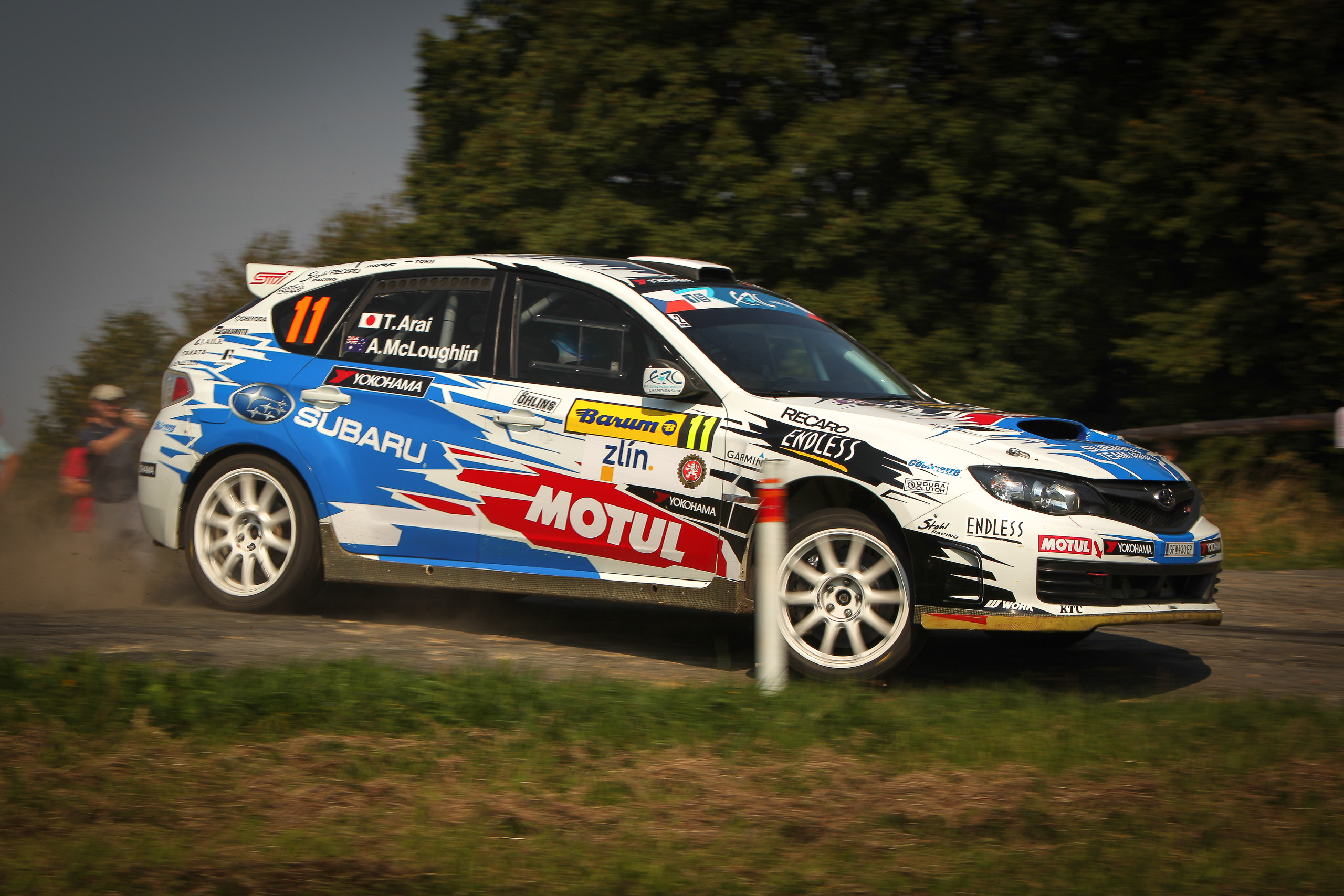
Toshi Arai au rallye Barum (Tchéquie) sur Subaru Impreza STi R4.

- Champion du monde FIA des voitures de production (P-WRC): 2005 et 2007;
- Vainqueur de la Coupe FIA des équipes privées en WRC: 2000 (avec le Spike Subaru Team);
- Vainqueur de l'IRC Production Cup: 2011, sur Subaru Impreza STi R4;
- Vice-champion du monde FIA des voitures de production (P-WRC): 2003 et 2004;
- Vice-champion d'Asie-Pacifique des rallyes: 2005;
- 4e du championnat P-WRC : 2002 et 2004.

### Victoires en championnat d'Asie-Pacifique des rallyes (3)
- 2003 : Rallye Hokkaido (Rallye du Japon);
- 2005 : Rallye de Rotorua (Nouvelle-Zélande);
- 2005 : Rallye de Malaisie;
  - 2e du rallye de Thaïlande en 2005;
  - 3e du rallye de Canberra en 2004.

### Victoire en championnat d'Europe des rallyes (1)
- 2000 : Tour du Luxembourg (copilote Roger Freeman).

### Victoires en P-WRC (13)
Il s'agit de victoires de classe dans des rallyes du championnat du monde.
- 1999 : Rallye de Chine;
- 1999 : Rallye d'Australie;
- 2002 : Rallye d'Australie;
- 2003 : Rallye de Nouvelle-Zélande;
- 2003 : Rallye d'Argentine;
- 2003 : Rallye de Chypre;
- 2005 : Rallye de Suède;
- 2005 : Rallye de Turquie;
- 2005 : Rallye du Japon;
- 2005 : Rallye d'Australie;
- 2006 : Rallye du Mexique;
- 2007 : Rallye de Grèce;
- 2007 : Rallye de Nouvelle-Zélande.